# Hemisarcoptes
Genre
Hemisarcoptes est un genre d'acariens de la famille des Hemisarcoptidae.

## Description
Le genre d'acariens Hemisarcoptes a été décrit en 1893 par le bactériologiste et vétérinaire franco-argentin Joseph Léon Lignières (1868-1933),. 

## Distribution
Lors de sa description en 1893, Hemisarcoptes coccisugus, qui était l'espèce type dans cette publication, avait été retrouvée sur les coques de Mytilaspis pomicorticis, un insecte hémiptère de la super-famille des cochenilles.  

## Liste des espèces
Selon GBIF (16 février 2023) :
- Hemisarcoptes budensis Fain & Ripka, 1998
- Hemisarcoptes coccophagus Meyer, 1962
- Hemisarcoptes cooremani (Thomas, 1961)
- Hemisarcoptes dzhashii K.Dzhibladze, 1969
- Hemisarcoptes malus (Shimer, 1868)

## Taxonomie
Le nom valide complet (avec auteur) de ce taxon est Hemisarcoptes Lignières, 1893.
Hemisarcoptes a pour synonyme :
- Hemisarcocoptes Oudemans, 1904

## Publication originale
- Joseph Lignières, « Étude zoologique et anatomique de l’Hemisarcoptes coccisugus », Mémoires de la Société zoologique de France, vol. 6,‎ 1893, p. 16-25 (ISSN 0750-747X, lire en ligne)